# Борисов Борис Петрович
Борис Петрович Бори́сов (нар. 27 вересня 1931, Сєров — пом. 31 жовтня 1986, Дніпропетровськ) — український радянський художник-оформлювач; член Спілки художників України з 1964 року.

## Біографія
Народився 27 вересня 1931 року в місті Сєрові Свердловської області. 1952 року закінчив живописно-педагогічне відділення Дніпропетровського художнього училища; 1959 року — відділення художньої обробки дерева Ленінградського вищого художньо-промислового училища. Після закінчення навчання працював у Дніпропетровських художньо-промислових майстернях.
Жив у Дніпропетровську, в будинку на проспекті Пушкіна № 61, квартира 6. Покінчив з життям у самогубством у Дніпропетровську 31 жовтня 1986 року.

## Творчість
Працював в галузі оформлювального мистецтва та художнього конструювання. Серед робіт:
- оформлення виставки «Дніпропетровський раднаргосп у боротьбі за створення матеріально-технічної бази комунізму» (1962, Київ);
- комплекс інтер'єрів та меблів для кафе-ресторану «Ювілейний» у Дніпропетровську (1962);
- проєкти художнього оформлення:
  - транзистора «Ласточка-2» (1963);
  - холодильника «Днепр-2» (1963);
  - поїзда «Днепр» (1965).

Брав участь у республіканських виставках з 1961 року. 